# Walter Grubmüller

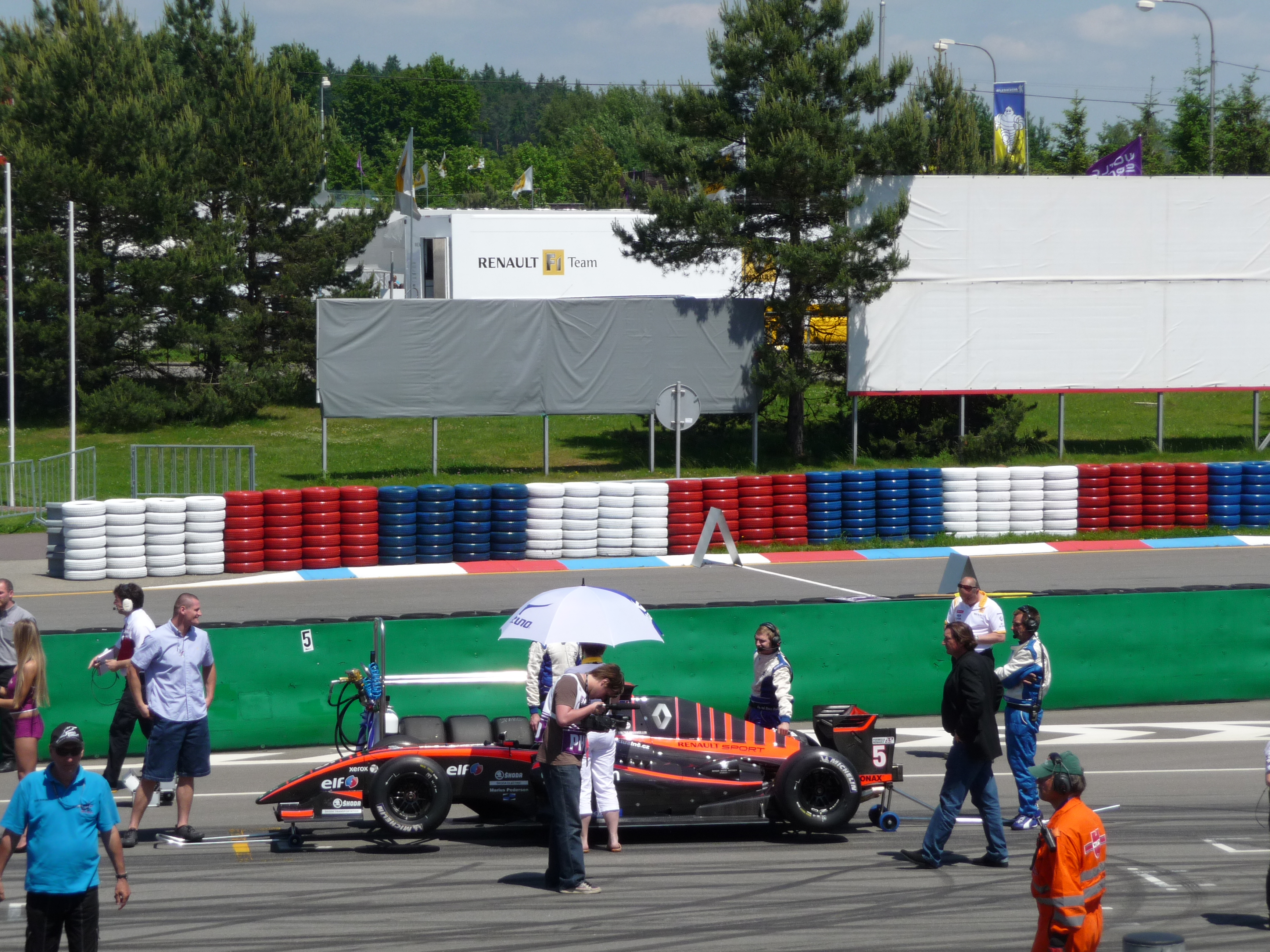
Walter Grubmüller beim Formel-Renault-Rennen in Brünn 2010

Walter Grubmüller (* 13. Jänner 1989 in Wien) ist ein österreichischer Automobilrennfahrer. Von 2010 bis 2012 trat er in der Formel Renault 3.5 an.

## Karriere
Grubmüller begann seine Motorsportkarriere wie die meisten Rennfahrer im Kartsport, den er von 2000 bis 2004 ausübte. 2004 machte er außerdem seine ersten Erfahrungen im Formelsport in der Formel Renault Monza. 2005 trat er zunächst in der Toyota Racing Series an und wurde 18. in der Fahrerwertung. Anschließend nahm er an der italienischen Formel Renault und dem Formel Renault 2.0 Eurocup teil. Während er 27. in der italienischen Formel Renault wurde, blieb er im Formel Renault 2.0 Eurocup punktelos. Außerdem nahm er an der Winterserie der italienischen Formel Renault teil. 2006 blieb er in den zwei Formel-Renault-Meisterschaften. In der italienischen Formel Renault verbesserte er sich auf den 19. und im Formel Renault 2.0 Eurocup auf den 20. Gesamtrang. Darüber hinaus nahm er an Rennen der asiatischen Formel-3-Meisterschaft teil.
2007 lag das Hauptaugenmerk Grubmüllers auf der britischen Formel-3-Meisterschaft, in der er für Hitech Racing, an dem sein Vater Walter beteiligt war, an den Start ging. Während sein Teamkollege Marko Asmer die Meisterschaft gewann, wurde er 16. im Gesamtklassement. Außerdem nahm er auch an Rennen der australischen und asiatischen Formel-3-Meisterschaft teil. 2008 blieb Grubmüller bei Hitech Racing in der britischen Formel-3-Meisterschaft und wurde Teamkollege von Max Chilton. Es gelang ihm zwar nicht, mit Chilton mitzuhalten, er verbesserte sich aber auf den 14. Gesamtrang. 2009 bestritt er für Hitech Racing seine dritte Saison in der britischen Formel-3-Meisterschaft und ihm gelang der Durchbruch in dieser Meisterschaft. Mit zwei Siegen gewann er den Vizemeistertitel hinter Daniel Ricciardo. Begünstigt wurde der zweite Platz durch den Weggang seines Teamkollegens Renger van der Zande, der bis zum letzten Rennwochenende den zweiten Platz belegt hatte.
2010 wechselte Grubmüller in die Formel Renault 3.5. Er ging für P1 Motorsport, das wie Hitech Racing von seinem Vater Walter gekauft wurde, an den Start und wurde Teamkollege von Jan Charouz. Mit einem vierten Platz als bestes Resultat belegte er den 16. Gesamtrang. Außerdem startete Grubmüller für Charouz-Gravity Racing in der ersten Hälfte der Saison 2010 der Auto GP und erreichte den 19. Platz in der Fahrerwertung. 2011 bestritt Grubmüller als Teamkollege von Daniil Move für P1 Motorsport seine zweite Saison in der Formel Renault 3.5. Im Qualifying zum zweiten Rennen auf dem Nürburgring zog sich Grubmüller bei einem Unfall eine Fraktur des fünften Brustwirbels zu. Bei einer Kollision mit Charouz stieg sein Rennwagen auf und schlug darauf auf dem Asphalt auf. Dabei brach das Chassis. Infolgedessen musste er für ein Rennwochenende pausieren. Mit 24 zu 54 Punkten unterlag Grubmüller seinem Teamkollegen Mowe und beendete die Saison auf dem 18. Platz in der Fahrermeisterschaft. 2012 bildete Grubmüller erneut zusammen mit Mowe das P1-Fahrerduo in der Formel Renault 3.5. Grubmüller erzielte mit einem zweiten Platz die beste Saisonplatzierung für P1. Als 14. der Gesamtwertung setzte er sich intern gegen Mowe, der 17. wurde, durch.

## Karrierestationen
| - 2000–2004: Kartsport - 2004: Formel Renault Monza (Platz 23) - 2005: Toyota Racing Series (Platz 18) - 2005: Formel Renault 2.0 Eurocup - 2005: Italienische Formel Renault (Platz 27) - 2005: Italienische Formel Renault, Winterserie (Platz 10) | - 2006: Formel Renault 2.0 Eurocup (Platz 19) - 2006: Italienische Formel Renault (Platz 20) - 2006: Asiatische Formel 3 - 2007: Britische Formel 3 (Platz 16) - 2007: Australische Formel 3 (Platz 13) - 2007: Asiatische Formel 3 (Platz 9) | - 2008: Britische Formel 3 (Platz 14) - 2009: Britische Formel 3 (Platz 2) - 2010: Formel Renault 3.5 (Platz 16) - 2010: Auto GP (Platz 19) - 2011: Formel Renault 3.5 (Platz 18) - 2012: Formel Renault 3.5 (Platz 17) |